# 4月19日運動
4月19日運動（4月19日うんどう、スペイン語: Movimiento 19 de Abril）は、かつてコロンビアで反政府ゲリラ活動を展開した組織。1990年に武装解除し合法政党M-19民主同盟 (Alianza Democrática M-19) となった。

## 沿革
1970年4月19日に実施されたコロンビア大統領選挙で軍事政権時代の指導者であったグスタボ・ロハス・ピニージャ将軍が亡命先のスペインから帰国し「全国人民同盟（ANAPO）」から立候補し優勢となったが、保守党候補のミサエル・パストラーナ・ボレーロに5万票の僅差で敗れた。同時に実施された下院議員選挙ではロハス派が36％の得票率を獲得した。野党など反政府勢力は不正選挙によりロハス当選が阻止されたとして大規模な抗議行動を展開、ロハス派のコロンビア陸軍とコロンビア空軍幹部によるクーデター計画が発覚し将校多数が逮捕、ロハスが自宅軟禁されるなど政治的緊張が高まり、政府は非常事態宣言を発令した。こうした状況の中、M-19はANAPOの活動家を中心に1973年に創設された。イデオロギーは反米、民族主義、反共であり、ハイメ・バテマン・カジョンとカルロス・トレード・プラタらが指導した。
1974年1月、M-19はボゴタの博物館からシモン・ボリバルの剣を奪い「彼の遺志が達成されるまで返還しない」と宣言。当初はANAPOの軍事部門を名乗ったがANAPO指導部はM-19との関係を否定した。1976年4月19日にCIAエージェントの労働組合幹部を誘拐し暗殺。以後、誘拐戦術を繰り返す。1977年、M-19は400人以上を誘拐し監禁。1979年1月2日、ボゴタの国防省にトンネルを掘り銃5700丁を盗み出すが、1ヵ月以内に武器は回収され参加者の大半が逮捕された。
1981年、M-19がメデジン・カルテルの幹部であるオチョア兄弟の妹を誘拐したことから、カルテルが準軍事組織「誘拐者に死を(Muerte a Secuestradores)」を創設し、被害を受けたM-19はオチョアの妹を解放した末和解。後に共闘することとなる(後述)。

## 駐コロンビア・ドミニカ大使館占拠事件
1980年2月27日、M-19コマンド17名（うち1名は警察との銃撃戦で死亡）が独立記念日の祝賀パーティーが開かれていたボゴタのドミニカ共和国大使館を襲撃・占拠し、アメリカやエジプトなど14ヵ国の大使ら52人を人質に政治犯の釈放を要求（在コロンビア ドミニカ共和国大使館占拠事件）。この事件は1975年8月4日に日本赤軍がマレーシア・クアラルンプールの米国・スウェーデン両大使館を占拠、あさま山荘事件で逮捕されていた獄中同志らの釈放を要求し日本政府が超法規的措置で応じたクアラルンプール事件を参考にしたと言われ、当初はボゴタの日本大使館を占拠する予定だったが、当時の日本大使館は高層ビルの最上階にあり、長期の籠城には不向きと判断、平屋建てのドミニカ大使館に変更したとされる（当時の在コロンビア日本大使はパーティーに出席せず難を免れた）。発生から61日後の4月27日、コロンビア政府が身代金の支払いなど要求の一部に応じ、犯行グループはキューバに出国し無血解決した。また、1996年12月17日に発生した在ペルー日本大使公邸占拠事件は犯行グループのトゥパク・アマル革命運動（MRTA）がM-19のドミニカ大使館占拠事件を参考にしたと言われる。かつてM-19とMRTAは共闘関係にあり、MRTAはM-19のような合法化（後述）を狙っていたとされる。

## 最初の和平交渉
ベリサリオ・ベタンクール大統領（任期1982年－1986年）の政権下でM-19指導部は紛争解決に向けてパナマでの和平交渉を提案した。しかし、M-19最高幹部のハイメ・バテマン・カジョンが1983年4月28日にパナマに向かう途中で航空機事故により事故死したため実現しなかった。1984年4月、スペインのバスク祖国と自由（ETA）と相互援助協定を締結。

## コロンビア最高裁占拠事件
1985年11月6日、ボゴタの最高裁判所兼法務省ビルを占拠し判事や弁護士、国会議員、市民ら300人以上を人質に取りベタンクール大統領に「和平のための直接交渉」を要求した（コロンビア最高裁占拠事件）。しかし、政府は交渉を拒否し、EE-9 カスカベルやヘリコプターを使い軍・警察部隊を突入させM-19コマンド35人全員を殺害、最高裁長官と市民60人を含む人質115人も死亡した。この事件はメデジン・カルテルのパブロ・エスコバルが自身の米国への身柄引き渡しを阻止するため、最高裁長官の殺害と関連書類の焼却を230万ドルでM-19のカルロス・ピサロに依頼したとされる。また、軍はM-19活動家に対する人権侵害を審理していた最高裁を煙たい存在とみなしており、事件に乗じて関係者の殺害や証拠書類の処分を図ったとされる。この事件では2010年6月9日にコロンビア司法当局は当時の陸軍大佐ルイス・アルフォンソ・プラサス・ベガの責任を認め禁固30年を宣告している。

## 武装解除と政治参加
最高裁占拠事件で国内外から非難を浴びて孤立したM-19は東西冷戦終結で東ドイツからの武器援助も得られなくなり、武装闘争を断念し1989年11月に和平協定に調印、1990年3月にセサル・ガビリア大統領の恩赦を受け武装放棄した。最終的にM-19はシモン・ボリバルの剣を返還し、合法政党M-19民主同盟となった。1990年の大統領選ではカルロス・ピサロが立候補したが暗殺され、他の幹部の多くも殺害された。M-19のアントニオ・ナバロ・ウォルフは同年の大統領選で3位につけた。同年12月の制憲議会選挙では70議席中19議席を獲得、厚生相を輩出。1991年、憲法が約100年ぶりに全面的に改正され、M-19も積極的に政治参加した。2022年大統領選に出馬し当選した元ボゴタ市長のグスタボ・ペトロは元M-19の構成員である。